# 1161
El 1161 (MCLXI) fou un any comú començat en diumenge del calendari julià.

## Esdeveniments
- Acord de pau entre l'Imperi Romà d'Orient i el Soldanat de Rum pel qual els turcs conserven les seves terres al centre d'Anatòlia a canvi d'acceptar la sobirania nominal de Constantinoble.[1]
- Setge d'Ani (1161), que és conservada per Jordi III de Geòrgia.[2]